# Okres Galanta
Galanta (deutsch Gallandau) ist ein Okres (Verwaltungsgebiet) in der Westslowakei mit 94.936 Einwohnern (2004, 2001 waren es 94.533, davon 56.213 (59,5 %) slowakisch und 36.518 (38,6 %) ungarisch) und einer Fläche von 641 km².
Der Bezirk liegt in der Donauebene (Podunajská rovina) im Osten durch die Waag und im Süden durch die Kleine Donau begrenzt. Im Norden schließen die Bezirke Trnava und Hlohovec an, im Osten auf einem kurzen Stück der Okres Nitra sowie Šaľa im Nitriansky kraj, im Süden der Okres Dunajská Streda und im Osten der Okres Senec im Bratislavský kraj.
Historisch gesehen lag er zum größten Teil im ehemaligen Komitat Pressburg (Westen), ein kleinerer Teil im Osten gehört im ehemaligen Komitat Neutra (siehe auch Liste der historischen Komitate Ungarns).

## Bevölkerung
| Jahr                | 1994   | 2004    | 2014    | 2024    |
| ------------------- | ------ | ------- | ------- | ------- |
| Anzahl der Personen | 93.667 | 94.936  | 93.682  | 95.210  |
| Unterschied         |        | +1,35 % | −1,32 % | +1,63 % |

| Jahr                | 2023   | 2024    |
| ------------------- | ------ | ------- |
| Anzahl der Personen | 95.457 | 95.210  |
| Unterschied         |        | −0,25 % |

## Städte
- Galanta
- Sereď
- Sládkovičovo (Diosek)

## Gemeinden
| - Abrahám - Čierna Voda (Schwarzwasser) - Čierny Brod - Dolná Streda - Dolné Saliby - Dolný Chotár - Gáň - Horné Saliby - Hoste (Gest) - Jánovce - Jelka | - Kajal - Košúty - Kráľov Brod - Malá Mača - Matúškovo - Mostová - Pata - Pusté Sady - Pusté Úľany - Šalgočka - Šintava (Schintau) | - Šoporňa - Tomášikovo - Topoľnica - Trstice - Váhovce - Veľká Mača - Veľké Úľany - Veľký Grob (Deutsch-Eisgrub) - Vinohrady nad Váhom - Vozokany - Zemianske Sady |

Das Bezirksamt ist in Galanta, Zweigstellen befinden sich in Sereď und Sládkovičovo.

## Kultur
In dem Artikel Denkmalgeschützte Objekte im Okres Galanta findet man Informationen über die vom slowakischen Denkmalamt geschützten Objekte im Okres.